# Malți, Mirhorod
Malți (în ucraineană Мальці) este un sat în comuna Slobidka din raionul Mirhorod, regiunea Poltava, Ucraina.

## Demografie
Componența lingvistică a localității Malți
     Ucraineană (99,3%)
     Alte limbi (0,7%)
Conform recensământului din 2001, majoritatea populației localității Malți era vorbitoare de ucraineană (99,3%), existând în minoritate și vorbitori de alte limbi.